# Eden (Chor)
Eden (stilisierte Eigenschreibweise in Großbuchstaben: EDEN; auch bekannt als: EDEN family) ist ein altersübergreifender christlicher Chor evangelikaler Prägung unter der Leitung von Gertrud und Dirk Schmalenbach.

## Geschichte
Eden entstand aus der Kindermusikarbeit Eden Kids um Gertrud und Dirk Schmalenbach. Als die erste Generation des Kinderchores aus demselben herauswuchs, formierte sich eine altersübergreifende Gruppe aus Kindern, Jugendlichen und Erwachsenen. Der Chor veröffentlichte im September 1999 sein erstes Album, ein Weihnachtskonzept unter dem Titel Friede auf Erden. Es folgten weitere Projekte, so 2000 mit Herbsttöne ein Konzeptalbum für Senioren, 2002 mit Geh aus, mein Herz ein Album mit Volksliedern und 2007 wiederum ein Weihnachtsalbum mit dem Titel Der Himmel auf Erden, außerdem zwei konzeptlose Alben, im Einzelnen Ins Licht (2000) und Was bleibt (2003) sowie diverse Musicals. 2010 erschien das erste Album unter EDEN family mit dem Titel Passt auf, wir kommen!
Eden errang im Mai 1999 den ersten Platz des bundesweit von Hans W. Geißendörfer ausgeschriebenen Chorwettbewerbs über die Melodie der Fernsehserie Lindenstraße. Der Chor trat in Kollaboration mit dem Organisten Franz Lambert auf. So 2005 beim Hessentag in Weilburg, wo er die Hymne des VdK, deren Text von der Chorleiterin Gertrud Schmalenbach und Musik von Franz Lambert stammt, prämiereaufführte und zum 30. Jubiläum des Europa-Parks. Im März 2007 gewann Eden das Casting in Hessen von Superstar der Volksmusik in Frankfurt. 2010 produzierte der Chor unter seinem neuen Namen eine Sendung im NDR.

## Diskografie
| Jahr | Titel                   | Verlag       |
| ---- | ----------------------- | ------------ |
| 1999 | Friede auf Erden        | Gerth Medien |
| 2000 | Ins Licht               | Gerth Medien |
| 2000 | Die Nacht der Geschenke | Gerth Medien |
| 2000 | Herbsttöne              | Gerth Medien |
| 2002 | Geh aus, mein Herz      | Gerth Medien |
| 2003 | Was bleibt              | Gerth Medien |
| 2007 | Der Himmel auf Erden    | Gerth Medien |
| 2010 | Passt auf, wir kommen   | Seña Music   |